# Samer
Samer é uma comuna francesa na região administrativa de Altos da França, no departamento de Pas-de-Calais. Estende-se por uma área de 16,78 km². Em 2010 a comuna tinha 4 757 habitantes (densidade: 283,5 hab./km²).